# Opposition syrienne
 (décembre 2019).
 (décembre 2019).
La mise en forme du texte ne suit pas les recommandations de Wikipédia : il faut le « wikifier ».
Les points d'amélioration suivants sont les cas les plus fréquents. Le détail des points à revoir est peut-être précisé sur la page de discussion.
- Les titres sont pré-formatés par le logiciel. Ils ne sont ni en capitales, ni en gras.
- Le texte ne doit pas être écrit en capitales (les noms de famille non plus), ni en gras, ni en italique, ni en « petit »…
- Le gras n'est utilisé que pour surligner le titre de l'article dans l'introduction, une seule fois.
- L'italique est rarement utilisé : mots en langue étrangère, titres d'œuvres, noms de bateaux, etc.
- Les citations ne sont pas en italique mais en corps de texte normal. Elles sont entourées par des guillemets français : « et ».
- Les listes à puces sont à éviter, des paragraphes rédigés étant largement préférés. Les tableaux sont à réserver à la présentation de données structurées (résultats, etc.).
- Les appels de note de bas de page (petits chiffres en exposant, introduits par l'outil «  Source ») sont à placer entre la fin de phrase et le point final[comme ça].
- Les liens internes (vers d'autres articles de Wikipédia) sont à choisir avec parcimonie. Créez des liens vers des articles approfondissant le sujet. Les termes génériques sans rapport avec le sujet sont à éviter, ainsi que les répétitions de liens vers un même terme.
- Les liens externes sont à placer uniquement dans une section « Liens externes », à la fin de l'article. Ces liens sont à choisir avec parcimonie suivant les règles définies. Si un lien sert de source à l'article, son insertion dans le texte est à faire par les notes de bas de page.
- La présentation des références doit suivre les conventions bibliographiques. Il est recommandé d'utiliser les modèles {{Ouvrage}}, {{Chapitre}}, {{Article}}, {{Lien web}} et/ou {{Bibliographie}}. Le mode d'édition visuel peut mettre en forme automatiquement les références.
- Insérer une infobox (cadre d'informations à droite) n'est pas obligatoire pour parachever la mise en page.

Pour une aide détaillée, merci de consulter Aide:Wikification.
Si vous pensez que ces points ont été résolus, vous pouvez retirer ce bandeau et améliorer la mise en forme d'un autre article.

Le drapeau de l'indépendance de la Syrie, qui était utilisé avant le coup d'État du parti Baath en 1963, est largement utilisé par les manifestants comme drapeau de l'opposition et a été officiellement adopté par l'opposition, la Coalition nationale syrienne et l'Armée syrienne libre,,,.

L'opposition syrienne est de façon générique l'ensemble des groupes et individus qui exigent des élections libres en Syrie ou qui s'opposent au régime du parti Baas syrien jusqu'à la chute de celui-ci lors de l'offensive rebelle de 2024 en Syrie.
Les groupes d'opposition en Syrie ont pris une nouvelle voie en 2011 après le déclenchement de la révolution syrienne, qui a évolué en guerre civile syrienne car ces groupes se sont unifiés pour former la Coalition nationale syrienne et ont bénéficié d'un soutien international et ont été reconnus comme partenaires dans le dialogue, et ont été reconnus par la Libye.
En novembre 2012, un nouveau groupe d'opposition est formé sous le nom de Coalition nationale des forces de l'opposition et de la révolution, il est officiellement reconnu par le Conseil de coopération du Golfe, dirigé par l'Arabie saoudite et le Qatar comme le « représentant légitime du peuple syrien » et le « représentant des aspirations du peuple syrien » à la Ligue des États arabes.
La Syrie est soumise à l'état d'urgence depuis 1963, lorsque le parti Baas a pris le pouvoir lors d'un coup d'État militaire. Depuis 1971, après la création de ce que le Parti Baas appelle le « mouvement correctif », l'officier Hafez el-Assad est élu à la présidence. Depuis 1980, toute forme d'opposition au régime Baas est interdite en Syrie.
Cinq principaux services de sécurité des renseignements liés au Bureau de la sécurité nationale au pouvoir du parti Baas au pouvoir ont été créés, principalement pour surveiller l'opposition politique. L'état d'urgence signifie la tenue de procès militaires, l'application du droit militaire et des tribunaux spéciaux pour les affaires politiques sans égard aux droits de l'homme ou au processus naturel de défense. Les prisonniers sont régulièrement torturés et détenus dans de mauvaises conditions. Après la mort du président syrien Hafez el-Assad en juin 2000, son fils Bachar el-Assad est inauguré en tant que président de la Syrie et secrétaire de pays du parti Baas. Lorsque les révolutions du Printemps arabe se déclenchent, des opposants syriens, après la répression armée sur les manifestations pacifiques, ont commencé à former des coalitions armées d'opposition sur le terrain, avec des militaires ayant fait défection des forces armées syriennes, principalement soutenues par l'Arabie saoudite, la Turquie et le Qatar.

## Coalition nationale syrienne
Coalition nationale des forces de la Révolution et de l'opposition syrienne

Logo de la Coalition nationale des forces de l'opposition et de la révolution.

La Coalition nationale pour la révolution syrienne et les forces d'opposition  est une coalition qui comprend des groupes d'opposition dans la crise syrienne. Cette coalition a été formée le 11 novembre 2012 lors de la conférence des groupes d'opposition qui s'est tenue à Doha, au Qatar. La coalition comprend des organisations telles que la Coalition nationale syrienne. Cette coalition était présidée par le prédicateur islamique Moaz Al-Khatib, et Riyad Saif et Suhair Al - Atassi ont été élus vice-présidents. Mustafa Al-Sabbagh a assumé le poste de secrétaire général de la Coalition.
- La Coalition nationale syrienne est une coalition de groupes d'opposition syriens basée à Istanbul, en Turquie. cette coalition a été formée en 2011 pendant la crise syrienne. Parmi les autres personnalités de la coalition sont l'actuel président, George Sabra, l'ancien président Burhan Ghalioun et Abdel-Basit Seda.
  - Les Frères musulmans : une faction islamiste fondée en 1930. La révolution musulmane syrienne et le groupe d'opposition étaient à l' origine de la rébellion des Frères musulmans de 1976 à 1982. Ce groupe a été interdit en Syrie et son appartenance est devenue un crime passible de la peine de mort en 1980. Bashar Al-Assad et d'autres ont accusé les Frères musulmans d'être le principal acteur de la révolution syrienne qui a dégénéré en guerre civile. D'autres sources ont décrit le groupe comme «se levant de zéro» «la diaspora elle-même» devenue une force dominante dans la révolution. Le chef actuel du groupe est Ali Sadr al-Din Bayanouni.
  - Coalition syrienne démocratique et laïque : le noyau de l'opposition syrienne laïque et démocratique qui a émergé pendant la crise syrienne. Cette coalition s'est formée à partir de l'union d'un groupe de musulmans et de chrétiens et de partis arabes et kurdes, appelés minorités en Syrie, pour soutenir la lutte contre le régime de Bachar al-Assad. La coalition a également appelé à une intervention militaire en Syrie, sous la forme d'une zone d'exclusion aérienne comme celles imposées au Kosovo, avec la mise en place d'une organisation sûre et de villes sûres[8].
- Déclaration de Damas : le bloc de l'opposition depuis 2005. 12 membres ont été condamnés à deux ans et demi de prison en 2008. L'annonce a été annoncée par le journaliste et activiste Michel Kilo après que son premier projet a été écrit par l'écrivain et penseur syrien Abdel Razek Eid. Riyad Saif, un autre activiste démocratique, a été le premier à signer cette déclaration[9]. Cinq petits groupes d'opposition ont signé la déclaration, à savoir l' Assemblée nationale arabe démocratique, l'Alliance démocratique kurde, le Comité de la société civile, le Front démocratique kurde et le Future Movement[10]. MJD a également participé à la Déclaration de Damas. Dans une série de défections qui ont commencé en 2007 et se sont poursuivies en 2009, la plupart des membres ont quitté la Déclaration de Damas et quitté le Mouvement pour la justice et la construction en Syrie et le Parti populaire démocratique de Syrie (voir ci-dessous) comme les seules factions restantes en plus de certains indépendants.
- Le Parti populaire démocratique de Syrie : c'est un parti socialiste qui a joué un "rôle clé " dans la création du Conseil national syrien. Le chef du parti, "George Sabra" (fils laïc d'une famille chrétienne) est le porte-parole officiel du Conseil national syrien et est également en lice pour la poste de président du conseil.
- Conseil suprême de la révolution syrienne : un groupe d'opposition syrien soutient le renversement du gouvernement de Bachar al-Assad. Les groupes d'opposition locaux ont été représentés dans leur organisation nationale.

- Comités locaux de coordination en Syrie : un réseau qui comprend des groupes de protestation locaux qui organisent des manifestations et préparent des rapports à leur sujet dans le cadre de la crise syrienne, et ce réseau a été formé en 2011[11]. À partir d'août 2011, le réseau a soutenu la désobéissance civile, la résistance armée locale, l'opposition et l'intervention militaire internationale comme moyen de confrontation. le gouvernement syrien[12] et deux des principales figures du réseau actif sont  Razan Zaitouneh et Suhair Al-Atassi.
- L'Armée syrienne libre et le Conseil militaire suprême : ce sont des forces paramilitaires qui étaient actives pendant la crise syrienne[4],[1]. L'armée syrienne libre se compose principalement de dissidents des forces armées arabes syriennes, 1 semaine avec «l'armée syrienne libre» - février 2012 - Reportage Arte 1 sur 2. YouTube. Récupéré le 23 mars La formation de cette armée a été annoncée le 29 juillet 2011 dans une vidéo diffusée sur Internet par un groupe de transfuges de l'armée syrienne qui ne portait pas leurs uniformes militaires et a demandé à l'armée syrienne de faire défection et de les rejoindre. Le chef de groupe a révélé son identité  et s'est identifié comme colonel Riyad Al-Assad, et il a annoncé que l'armée syrienne libre coopérerait avec les manifestants afin de renverser le régime et a annoncé que toutes les forces de sécurité attaquant les civils sont des cibles justifiées. les rapports ont également mentionné que de nombreux anciens consulats syriens travaillent ensemble pour former la marine syrienne libre qui comprend des pêcheurs et des transfuges pour protéger les côtes.
  - le linge de réunification : un groupe armé de l'armée syrienne libre qui a participé à la bataille d'Alep.
  - Brigade Al-Ummah : un groupe de forces paramilitaires combattant le gouvernement syrien dans la crise syrienne et qui dirigeait auparavant par le groupe Mahdi Al-Harati, un Irlandais libyen qui a dirigé le bloc révolutionnaire libyen de Tripoli pendant la bataille de Tripoli. En septembre 2012, la brigade est devenue sous la direction de l'armée syrienne libre.

## Autres groupes d'opposition
- Parti de libération : Parti politique islamique dans l'activité est interdite dans la plupart des pays arabes.
- Autorité de coordination nationale pour les forces du changement démocratique (NCC ou NCB, pour le Bureau de coordination nationale): le bloc d'opposition syrien dirigé par Hassan Abdel-Azim comprend environ 13 partis politiques, pour la plupart de gauche et des militants politiques indépendants. Le corps comprend trois partis politiques kurdes et des jeunes activistes, La commission mène ses travaux en Syrie et à l'étranger. La commission comprend une grande proportion de partis politiques laïques issus de la rébellion syrienne d'avant la révolution, et est principalement composée de gauchistes et de nationalistes arabes. Beaucoup de ses dirigeants sont de vieux dissidents, dont certains sont d'anciens prisonniers d'opinion bien connus. Cet organisme a été la première grande alliance formée lors de la révolution de l'été 2011. Elle était considérée principalement comme le principal concurrent de la Coalition nationale syrienne. IL s'est présentée comme "l'opposition interne" en Syrie (par opposition à la Coalition nationale syrienne soutenue par l'opposition en exil), mais l'organisation a perdu son influence alors que le conflit est devenu largement militaire.
- Alliance nationale démocratique : L' activité Alliance opposition est interdite, elle a été formée en 1980 et est composée de cinq partis politiques de mainstream laïque et courant de l'unité arabe et les nationalistes arabes et le courant socialiste Union socialiste arabe démocratique, le populaire démocratique syrien 's Parti, l' arabe, les travailleurs révolutionnaires du Parti et le Mouvement socialiste arabe,. En 2006, le Parti travailliste communiste a rejoint cette coalition. Cette assemblée a essentiellement signé la Déclaration de Damas, mais la plupart de ses membres ont ensuite fait défection du groupe. Parmi la plupart des partis de coalition, le Parti populaire démocratique de Syrie reste le seul parti actif de la Coalition nationale syrienne, tandis que la plupart des autres partis ont rejoint l'organe national de coordination des Forces for Democratic Change, la coalition rivale de l'opposition.
- Autorité publique pour la révolution syrienne : une coalition syrienne comprenant 40 blocs d'opposition syriens et a unissant ses efforts pendant  la crise syrienne  qui a été annoncée le 19 août 2011 à Istanbul, en Turquie[13].
- Le Conseil National Démocratique Syrien : formé à Paris le 13 novembre 2011 lors de la crise syrienne par Rifaat el-Assad, l'oncle de Bachar el-Assad. Rifaat al-Assad a exprimé son désir de remplacer Bachar el-Assad tout en préservant l'appareil autoritaire d'État tel qu'il est et en garantissant la sécurité des membres du régime, tout en faisant des promesses d'une période de « transition ».
- Armée de libération syrienne : un groupe révolutionnaire armé  qui lutte contre le gouvernement syrien dans le gouvernorat d'Idlib, en Syrie[14]. Cette armée est composée de forces locales disjointes, composées principalement de civils syriens armés qui ont rejoint le soulèvement[15].
- Le Front islamique de libération de la Syrie : Il a été formé en Syrie dans la période de septembre à octobre 2012, et le front comprenait plusieurs bataillons armés islamiques impliqués dans la crise syrienne sous la direction du commandant du Suqur al-Sham "Ahmed Abu Issa". Le front vise à établir un État doté d'une autorité religieuse[4].
- Le Front islamique syrien : Il a été formé en Syrie le 21 décembre 2012 et comprenait 11 groupes révolutionnaires islamiques armés, dont le mouvement Ahrar al-Sham. Le front vise à renverser le gouvernement syrien et à créer un État islamique[16],[17]. La plupart des groupes islamiques sur ce front sont plus militants que ceux du Front syrien de libération islamique.
- Le Front national du salut en Syrie : Fondé en 2005 par l'ancien vice-président Abdel Halim Khaddam, exilé en Belgique, ce front n'est pas membre de la Coalition nationale syrienne mais soutient ses objectifs.

## Autorité  kurde suprême

Le drapeau kurde flotte au-dessus des villes de la région autonome du Kurdistan, dans le nord-est de la Syrie.

La Commission suprême kurde est l'organe directeur des régions sous domination kurde en Syrie, fondée par le Parti de l'Union démocratique kurde et le Conseil national kurde après l'accord de coopération entre les deux partis, et l'accord a été signé le 12 juillet à Erbil sous les l'égide du président kurde irakien Masoud Barzani. Le Conseil des membres se compose d'un nombre égal de membres des deux partis.
- Parti de l'Union démocratique kurde : un parti politique kurde syrien fondé en 2003 reste du Parti des travailleurs du Kurdistan en Syrie. Ce parti est lié au PKK, qui a été inclus dans la liste des organisations terroristes par la Turquie, les États-Unis , l'Union européenne et l' OTAN. Le Parti de l'Union démocratique maintient avec le PKK. Ce parti n'interfère pas dans l'administration du Parti de l'Union démocratique pour les affaires kurdes syriennes[13]. Cependant, ce parti n'est pas officiellement enregistré en tant que parti politique en Syrie car la constitution syrienne avant 2012 ne permet pas la création de partis politiques sans autorisation.
- Conseil national kurde : Le Conseil national kurde a été créé à Erbil, en Irak, le 26 octobre 2011, sous les l'égide du président Masoud Barzani, après la création précédente du Conseil national syrien. L'organisation se composait principalement de 11 partis kurdes syriens, mais ce nombre est devenu 15 en mai 2012. La principale différence entre le Conseil national kurde et la Coalition nationale syrienne réside dans l'approche pour résoudre le problème de la décentralisation, le Conseil national kurde faisant pression pour l'indépendance des régions kurdes, tandis que le rejette le ressortissant syrien est à refaire[19].
  - Le parti du Parti démocratique du Kurdistan en Syrie - dirigé par Saud Al-Mulla (c'est l'union de quatre partis qui ont été unis en 2014 et c'est le Parti démocratique kurde en Syrie (Al-Parti) Azadi Party avec ses deux frères Mustafa JUMA / Mustafa OSU -kurdistan party of yekiti)
  - Le Parti démocratique national kurde en Syrie, dirigé par Tahir Sefouk
  - Parti kurde de l'égalité démocratique en Syrie dirigé par Neama Dawood / Aziz Dawi
  - Le Parti démocratique progressiste kurde en Syrie dirigé par Hamid Haj Darwish
  - Le Parti de l'Union démocratique kurde en Syrie dirigé par Jamal Sheikh Ali
  - Parti kurde Yekiti en Syrie dirigé par Ismail Hamo
  - Mouvement réformiste - Syrie dirigée par Faisal Yusuf
  - Le Parti de la gauche kurde en Syrie dirigé par Muhammad Musa
  - Le Parti démocratique kurde en Syrie dirigé par Abd al-Rahman al-Waji
  - Le Parti de la gauche démocratique kurde en Syrie dirigé par la cascade de Kido
  - Le futur mouvement kurde en Syrie dirigé par Kamiran Hajo / Meshal Tammu
- Unités de protection des personnes : Forces paramilitaires combattant le gouvernement syrien dans les régions kurdes syriennes. Ces unités ont été créées par le Parti de l'Union démocratique kurde. Ces unités sont chargées de maintenir l'ordre et de protéger la vie des citoyens dans les zones kurdes.

## Opposition parlementaire
Il y avait plusieurs partis ou organisations politiques en Syrie, qui ont atteint le dôme de l'Assemblée du peuple, notamment:
- Front populaire de libération et de changement : l'Alliance des partis politiques syriens et est maintenant le chef de l'opposition politique à l'Assemblée du peuple en Syrie. chef de la coalition Qadri Jamil a mentionné qu'il y avait eu de nombreuses violations en faveur de leur rival, le Front national progressiste (Syrie), lors des élections législatives syriennes en 2012. Le Front populaire pour la libération et le changement a réuni le Parti de la gestion du peuple dirigé par Qadri. Jamil et le Parti social national syrien dirigé par Ali Haider et d'autres partis[20]. Qadri Jamil et Ali Haider ont occupé des postes ministériels dans le nouveau gouvernement formé par Assad en 2012.
  - Le Parti social national syrien : fondé à Beyrouth en 1932 en tant qu'organisation de libération nationale contre le colonialisme français. Le parti a joué un rôle important dans la politique libanaise et a participé aux deux tentatives de coup d'État militaire de 1949 et 1961, après quoi il a été soumis à une répression globale. Le parti a participé à la résistance contre l'invasion israélienne du Liban de 1982 à 2000, tout en soutenant toujours la présence syrienne au Liban. En Syrie, le Parti social national syrien est devenu une force politique majeure avec le début des années 1950, mais il a été soumis à une répression totale en 1955. Le parti a conservé son organisation et, en 2005, le parti est devenu un parti légal et a rejoint le Front national progressiste dirigé par le parti Baath[4].
  - Parti populaire d'Irada : parti politique syrien qui fait partie du Front populaire pour la libération et le changement. Mon destin est beau, le fondateur de ce parti politique. Le 21 août 2012, le vice-Premier ministre syrien Qadri Jamil a déclaré que le gouvernement syrien était prêt à discuter de l'idée de démissionner du président Bachar al-Assad.

## Liste des personnalités symboles d'opposition
- Mouhammad Alammar, médecin, imam écrivain et figure de l'opposition syrienne non violente
- Souheïr Atassi, militante politique, vice-présidente de la Coalition nationale des forces de l'opposition et de la révolution
- Abdel-Razek Eid, écrivain et penseur syrien, a cofondé des comités de la société civile en Syrie et a rédigé le premier projet de Déclaration du Millénaire et a participé à la rédaction de la Déclaration de Damas et a présidé le Conseil national pour la Déclaration de Damas à l'étranger.
- Ammar Abdel Hamid, éminent militant des droits de l'homme et fondateur de la Revolution Foundation, qui a été le premier Syrien à témoigner devant le Congrès américain de 2006/2008, a préparé un rapport pour les présidents américains et a appelé à une révolution en Syrie en 2006[21].
- Aref Dalila, éminent économiste, professeur d'université, ancien membre du Parlement syrien et membre de la Déclaration de Damas
- Mazen Darwish, avocat et militant des droits humains et de la liberté d'expression
- Burhan Ghalyoun, ancien président de la Coalition nationale syrienne
- Riad al-Asaad, commandant de l'armée syrienne libre
- Riad Seif, ancien président du Forum national de dialogue
- Riad Turk, ancien politicien communiste et démocrate libéral
- Haitham al-Maleh, un activiste de premier plan dans le domaine des droits de l'homme et ancien juge
- Anwar al-Bunni, avocat des droits de l'homme, activiste démocratique et prisonnier politique
- Maher Arar, militant syro-canadien des droits de la personne
- Marwan Habash, homme politique, écrivain et ancien ministre de l'Industrie du gouvernement Assad
- Bassel Khartabil, militant syrien pour la liberté d'expression et l'accès au numérique
- Michel Kilo, écrivain chrétien et militant des droits de l'homme, qualifié d'« éminent penseur de l'opposition syrienne »
- Kamal al-Labwani, médecin et artiste, est considéré comme l'un des membres éminents du mouvement d'opposition syrien
- Tal Al Mallouhi, une blogueuse de Homs et la plus jeune prisonnière d'opinion au monde
- Yassine al-Haj Saleh, écrivain et dissident politique
- Faris Tammu, fils du politicien kurde assassiné Meshal Tammu
- Basma Kodmani, universitaire et ancienne porte-parole de la Coalition nationale syrienne
- Radwan Ziada, porte-parole conjoint de la Coalition nationale syrienne
- May Skaf, comédienne et militante, surnommée la « fleur de la révolution »
- Fadwa Souleimane, chef de file des manifestations à Homs
- Razan Ghazzawi, blogueuse de premier plan
- Samar Yazbek, auteure et journaliste syrienne, a reçu le Prix international Ben Brinter 2012 pour un écrivain courageux pour son livre, Une femme sur le feu: Mémoires de la révolution syrienne. Elle a fui la Syrie en 2011, mais a continué à parler en tant que critique ouverte du régime Assad de l'étranger, d'Europe et des États-Unis.
- Razan Zaitouneh, un leader des comités locaux de coordination en Syrie, qui a reçu le prix Sakharov pour la liberté de l'esprit 2011
- Abdel Karim Nabih, directeur de théâtre, directeur du Free Syrian Media Center, Syria Today, directeur du magazine Syria Today
- Abd al-Basset al-Sarout : Il a participé à la révolution de 2011 contre le régime syrien dirigé par Bachar al-Assad et a dirigé un certain nombre de manifestations et de protestations dans un groupe de villes. Il a été surnommé par certains au nom de «Bulbul Revolution» après avoir chanté et chanté des manifestations contre le président et son régime. Il est ensuite devenu commandant de terrain dans l'une des factions de l'Armée libre et a participé aux combats dans les villes de Homs, Damas, Hama, Alep et d'autres jusqu'à sa mort le 8 juin 2019, après avoir été blessé lors de la bataille pour le contrôle du village de Tal Malh dans la campagne du nord de Hama.

## Contrôle régional

Guerre civile syrienne, l'opposition syrienne y est représentée en.

Il existe plusieurs groupes d'opposition syriens, au moins en partie, dans huit gouvernorats syriens, bien qu'aucun d'entre eux ne soit entièrement sous le contrôle de l'entité.
Les gouvernorats partiellement détenus par l'opposition comprennent:
Gouvernorats sous contrôle partiel de groupes d'opposition alliés à la Coalition nationale syrienne:
- Gouvernorat de Lattaquié
- Gouvernorat d'Idlib
- Gouvernorat de Hama
- Gouvernorat d'Alep
- Gouvernorat de Homs (zone de 55 km)

Les provinces sont sous le contrôle partiel de groupes d'opposition alliés au Conseil démocratique syrien:
- Gouvernorat d'Al-Hasakah
- Gouvernorat d'Al-Raqqa
- Gouvernorat d'Alep

### Les terres occupées par la Turquie
En avril 2015, après la deuxième bataille d'Idleb, il a été suggéré que le siège provisoire du gouvernement intérimaire syrien soit Idlib, dans le gouvernorat d'Idlib. Cependant, ce mouvement a été rejeté par le Front al-Nosra et l'armée de la conquête dirigée par Ahrar al-Cham, qui contrôle Idlib. Selon la Coalition nationale syrienne, il existe 404 conseils locaux alignés sur l'opposition opérant dans les villages et les villes contrôlés par les forces révolutionnaires. En 2016, le gouvernement intérimaire syrien a été créé dans les zones occupées par la Turquie.

### Terres contrôlées par le gouvernement du salut
Le gouvernement du salut étend principalement son autorité dans le gouvernorat d'Idlib.